# Bischofsheim (Maintal)
Bischofsheim (ⓘ) ist ein Stadtteil von Maintal im osthessischen Main-Kinzig-Kreis.

## Geographie

### Lage
Bischofsheim liegt im Rhein-Main-Gebiet auf einer Höhe von etwa 100 m ü. NN in einem Riedgürtel, der sich vom Frankfurter Osten her zwischen dem Berger Hang und der Mainebene erstreckt. Das Enkheimer Ried, eine ehemalige Moorlandschaft, befindet sich in einem Altarm des Mains und ist heute Naturschutzgebiet. Die Stadtmitte Frankfurts liegt ca. 11 Kilometer westlich, die Stadtmitte Hanaus liegt ca. 10 Kilometer östlich von Bischofsheim entfernt.

### Nachbarstädte

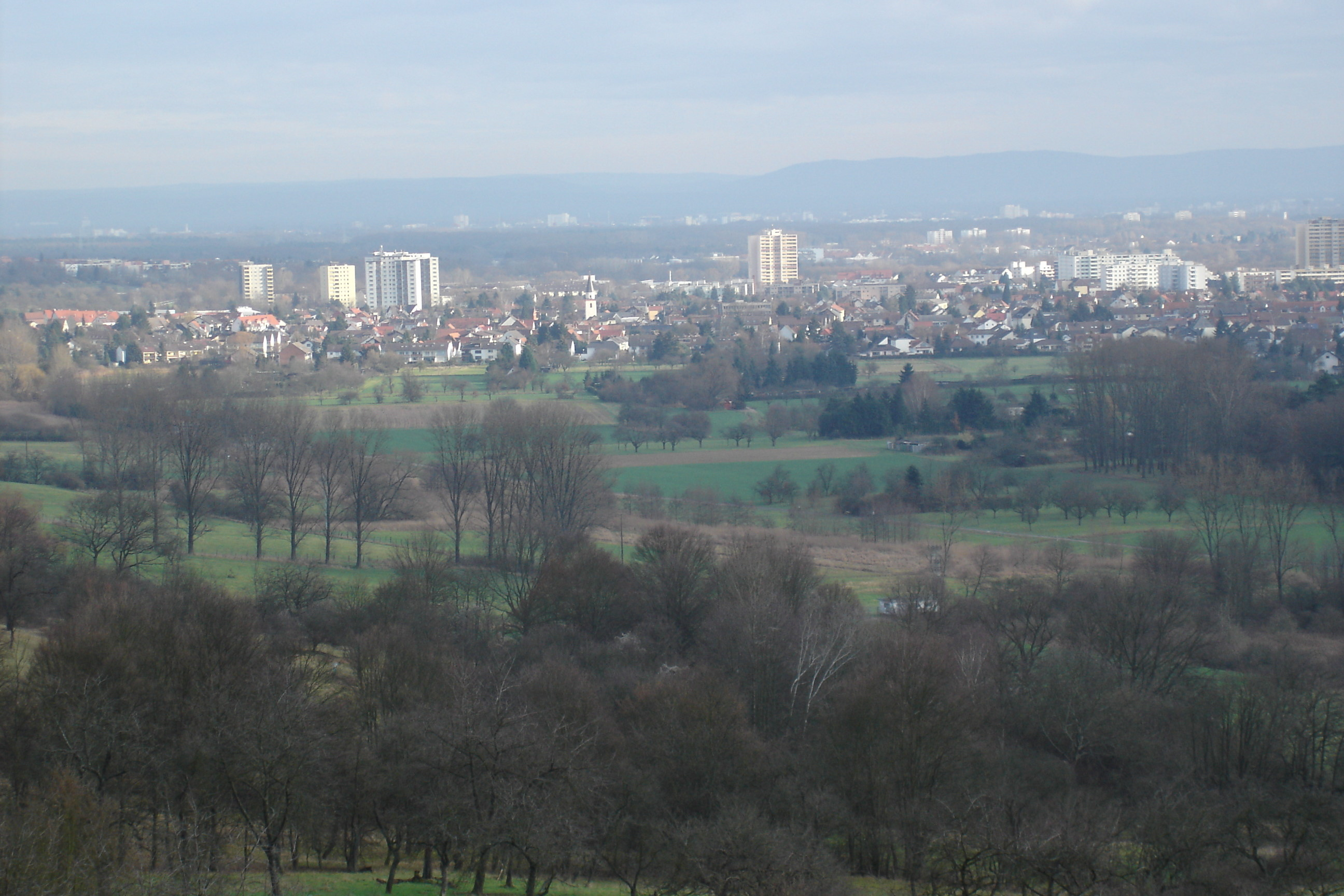
Blick vom Berger Hang über Bischofsheim

Bischofsheim grenzt im Westen an die Frankfurter Stadtteile Bergen-Enkheim und Fechenheim, im Osten an Hochstadt, im Süden und Südosten (siehe Nachbarstädte Dörnigheim) an Dörnigheim und im Norden an die Gemeinde Niederdorfelden.

## Geschichte

### Vorgeschichte
Im Wald zwischen Bischofsheim und Enkheim befindet sich ein größeres Gräberfeld mit fast 70 Grabhügeln der Hallstattzeit.

### Mittelalter
Bischofsheim wurde erstmals im Jahr 880 urkundlich erwähnt. Historische Namensformen waren Biscofesheim (880) und Bischovesheim (1222).
1255 kam Bischofsheim größtenteils aus der Münzenberger Erbschaft an die Herren von Falkenstein. Ein weiteres Viertel erwarben sie 1283 von den Herren von Hohenfels.
Bischofsheim gehörte zum Reichsgericht Bornheimerberg, wurde jedoch 1294 und 1366 seitens der Herren von Falkenstein zum Amt Dreieichenhain, gerechnet, also zu den Rechten und Besitzungen, die Falkenstein im Wildbann Dreieich hatte. Von den Falkensteinern gelangte Bischofsheim 1419 an die Grafschaft Isenburg, die es 1500 an die Grafschaft Hanau-Münzenberg abtrat. Dort gehörte es zum Amt Bornheimerberg.

### Kirchliche Verhältnisse
Bereits 880 bestand eine Pfarrkirche mit dem Patrozinium St. Protus und St. Hyacinthus. Kirchliche Mittelbehörde war das Archidiakonat von St. Maria ad Gradus in Mainz, Landkapitel Roßdorf. Das Patronat der Kirche lag zunächst bei der Salvatorkirche, dann bei deren baulichem Nachfolger, dem Bartholomäusstift in Frankfurt. Mit der Säkularisation 1803 ging es auf die Stadt Frankfurt über, 1806 auf die Gemeinde Bischofsheim, die es 1829 an das Kurfürstentum Hessen abtrat.

### Neuzeit
Die Reformation setzte sich in der Grafschaft Hanau-Münzenberg in der Mitte des 16. Jahrhunderts zunächst in ihrer lutherischen Ausprägung durch. Bischofsheim war dabei einer der konservativsten Orte und 1548 noch ganz römisch-katholisch. In einer „zweiten Reformation“, wurde die Konfession der Grafschaft erneut gewechselt: Graf Philipp Ludwig II. verfolgte ab 1597 eine entschieden reformierte Kirchenpolitik. Er machte vom Jus reformandi Gebrauch, seinem Recht als Landesherr, die Konfession seiner Untertanen zu bestimmen, und setzte das reformierte Bekenntnis für die Grafschaft – und damit auch in Bischofsheim – weitgehend als verbindlich durch. Der Pfarrkirche von Bischofsheim gehörte nun zum Kirchenbezirk von Bergen. 1636–1689 hatten Bischofsheim und Hochstadt einen gemeinsamen Pfarrer, was der Notzeit des Dreißigjährigen Kriegs geschuldet war.
Nach dem Tod des letzten Hanauer Grafen, Johann Reinhard III., 1736, erbte Landgraf Friedrich I. von Hessen-Kassel aufgrund eines Vertrages aus dem Jahr 1643 die Grafschaft Hanau-Münzenberg und damit auch das Amt Bornheimerberg mit Bischofsheim.
Während der napoleonischen Zeit stand das Fürstentum Hanau mit Bischofsheim von 1806 bis 1810 unter französischer Militärverwaltung und gehörte dann von 1810 bis 1813 zum Großherzogtum Frankfurt, Departement Hanau. Anschließend fiel es an Hessen-Kassel zurück, seit 1803 Kurfürstentum Hessen. Hier kam es 1821 zu einer grundlegenden Verwaltungsreform: Das Amt Bergen (vormals Amt Bornheimerberg) wurde dem neu gebildeten Landkreis Hanau zugeschlagen.
Im Rahmen der Gebietsreform in Hessen wurden am 1. Juli 1974 die Gemeinden Bischofsheim, Hochstadt, Wachenbuchen und die Stadt Dörnigheim zur neuen Stadt Maintal kraft Landesgesetz zusammengeschlossen. Zugleich wurde der Main-Kinzig-Kreis gebildet, in dem der Altkreis Hanau aufging.

### Einwohnerentwicklung
Quelle: Historisches Ortslexikon
| • 1576: | 85 Hubener                   |
| • 1632: | 71 Familien                  |
| • 1634: | 72 Hausgesesse               |
| • 1636: | 133 Einwohner                |
| • 1707: | 176 Familien                 |
| • 1752: | 98 Haushaltungen und 3 Juden |
| • 1812: | 104 Feuerstellen, 647 Seelen |

| Bischofsheim: Einwohnerzahlen von 1752 bis 2024 | Bischofsheim: Einwohnerzahlen von 1752 bis 2024 | Bischofsheim: Einwohnerzahlen von 1752 bis 2024 | Bischofsheim: Einwohnerzahlen von 1752 bis 2024 | Bischofsheim: Einwohnerzahlen von 1752 bis 2024 |
| --- | ----------------------------------------------- | ----------------------------------------------- | ----------------------------------------------- | ----------------------------------------------- |
| Jahr |                                                 |                                                 |                                                 | Einwohner                                       |
| 1752 | 1752                                            |                                                 | 459                                             | 459                                             |
| 1812 | 1812                                            |                                                 | 647                                             | 647                                             |
| 1834 | 1834                                            |                                                 | 739                                             | 739                                             |
| 1840 | 1840                                            |                                                 | 760                                             | 760                                             |
| 1846 | 1846                                            |                                                 | 815                                             | 815                                             |
| 1852 | 1852                                            |                                                 | 902                                             | 902                                             |
| 1858 | 1858                                            |                                                 | 942                                             | 942                                             |
| 1864 | 1864                                            |                                                 | 974                                             | 974                                             |
| 1871 | 1871                                            |                                                 | 1.026                                           | 1.026                                           |
| 1875 | 1875                                            |                                                 | 1.080                                           | 1.080                                           |
| 1885 | 1885                                            |                                                 | 1.147                                           | 1.147                                           |
| 1895 | 1895                                            |                                                 | 1.330                                           | 1.330                                           |
| 1905 | 1905                                            |                                                 | 1.629                                           | 1.629                                           |
| 1910 | 1910                                            |                                                 | 1.914                                           | 1.914                                           |
| 1925 | 1925                                            |                                                 | 2.165                                           | 2.165                                           |
| 1939 | 1939                                            |                                                 | 2.381                                           | 2.381                                           |
| 1946 | 1946                                            |                                                 | 2.887                                           | 2.887                                           |
| 1950 | 1950                                            |                                                 | 3.144                                           | 3.144                                           |
| 1956 | 1956                                            |                                                 | 3.675                                           | 3.675                                           |
| 1961 | 1961                                            |                                                 | 4.787                                           | 4.787                                           |
| 1967 | 1967                                            |                                                 | 8.677                                           | 8.677                                           |
| 1970 | 1970                                            |                                                 | 9.652                                           | 9.652                                           |
| 2006 | 2006                                            |                                                 | 13.911                                          | 13.911                                          |
| 2012 | 2012                                            |                                                 | 14.062                                          | 14.062                                          |
| 2015 | 2015                                            |                                                 | 14.586                                          | 14.586                                          |
| 2018 | 2018                                            |                                                 | 14.769                                          | 14.769                                          |
| 2022 | 2022                                            |                                                 | 15.072                                          | 15.072                                          |
| 2024 | 2024                                            |                                                 | 15.070                                          | 15.070                                          |
| Datenquelle: Historisches Gemeindeverzeichnis für Hessen: Die Bevölkerung der Gemeinden 1834 bis 1967. Wiesbaden: Hessisches Statistisches Landesamt, 1968. Weitere Quellen: ; Stadt Maintal |                                                 |                                                 |                                                 |                                                 |

### Religionszugehörigkeit
Quelle: Historisches Ortslexikon
- 1885: 1088 evangelische (= 94,86 %), 12 katholische (= 1,05 %), 47 jüdische (= 4,10 %) Einwohner
- 1961: 3290 evangelische (= 68,73 %), 1211 katholische (= 25,30 %) Einwohner

## Politik

### Wappen
Blasonierung: Schild im Verhältnis 3:1 gespalten; vorn in Rot zwei ineinandergreifende silberne Zahnradkränze übereinander; hinten in Silber ein grüner Schilfstengel mit grünen Blättern und schwarzem Kolben.
Das Wappen wurde der Gemeinde Bischofsheim im damaligen Landkreis Hanau am 21. August 1968 durch das Hessische Innenministerium genehmigt. Gestaltet wurde es durch den Bad Nauheimer Heraldiker Heinz Ritt.
Das Schilf soll die Sumpfgebiete, die es früher rund um Bischofsheim gab, also die Natur im Ort, zeigen. Die Zahnräder sollen das zur Entstehungszeit des Wappens neue Industriegebiet am Bahnhof symbolisieren und damit die Industrie.

### Flagge
Die Flagge wurde der Gemeinde am 9. Oktober 1968 durch das Hessische Innenministerium genehmigt und wird wie folgt beschrieben:
„Zwischen schmalen roten Seitenstreifen eine breite silberne Mittelbahn, im oberen Drittel belegt mit dem Gemeindewappen.“

## Naturräume
Auf Bischofsheimer Seite des Enkheimer Rieds befindet sich eine bemerkenswerte Alteichenpopulation am südöstlichen Rand des Gänseweihers zwischen Gänseweiherweg und dem Stadion des FSV 07 Bischofsheim. Der älteste Baum dürfte dort um das Jahr 1710 gekeimt sein. Sein Umfang beträgt fast 4 Meter.

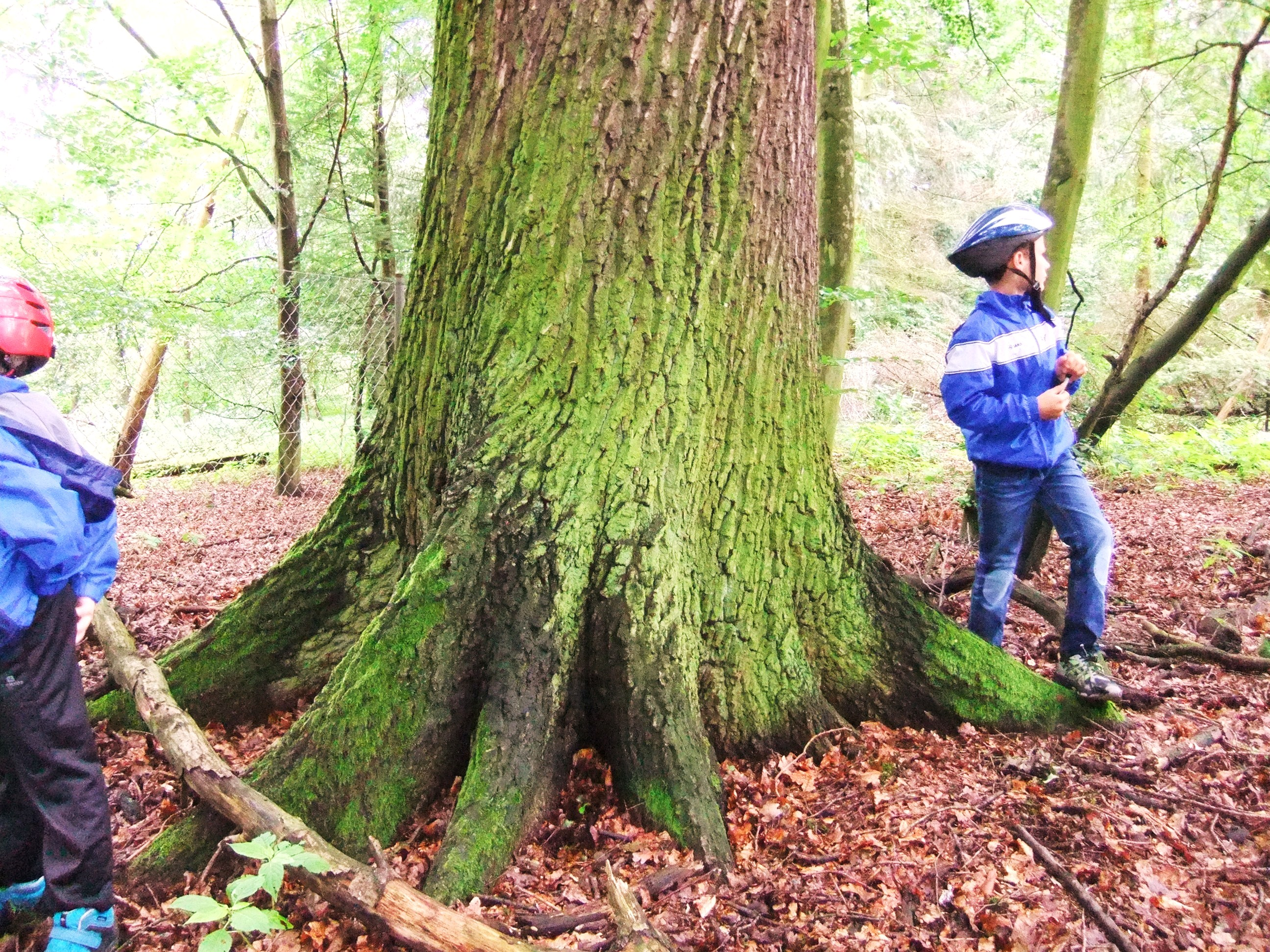
Ca. 300 Jahre alte Eiche am Gänseweiher mit fast 4 Metern Umfang.
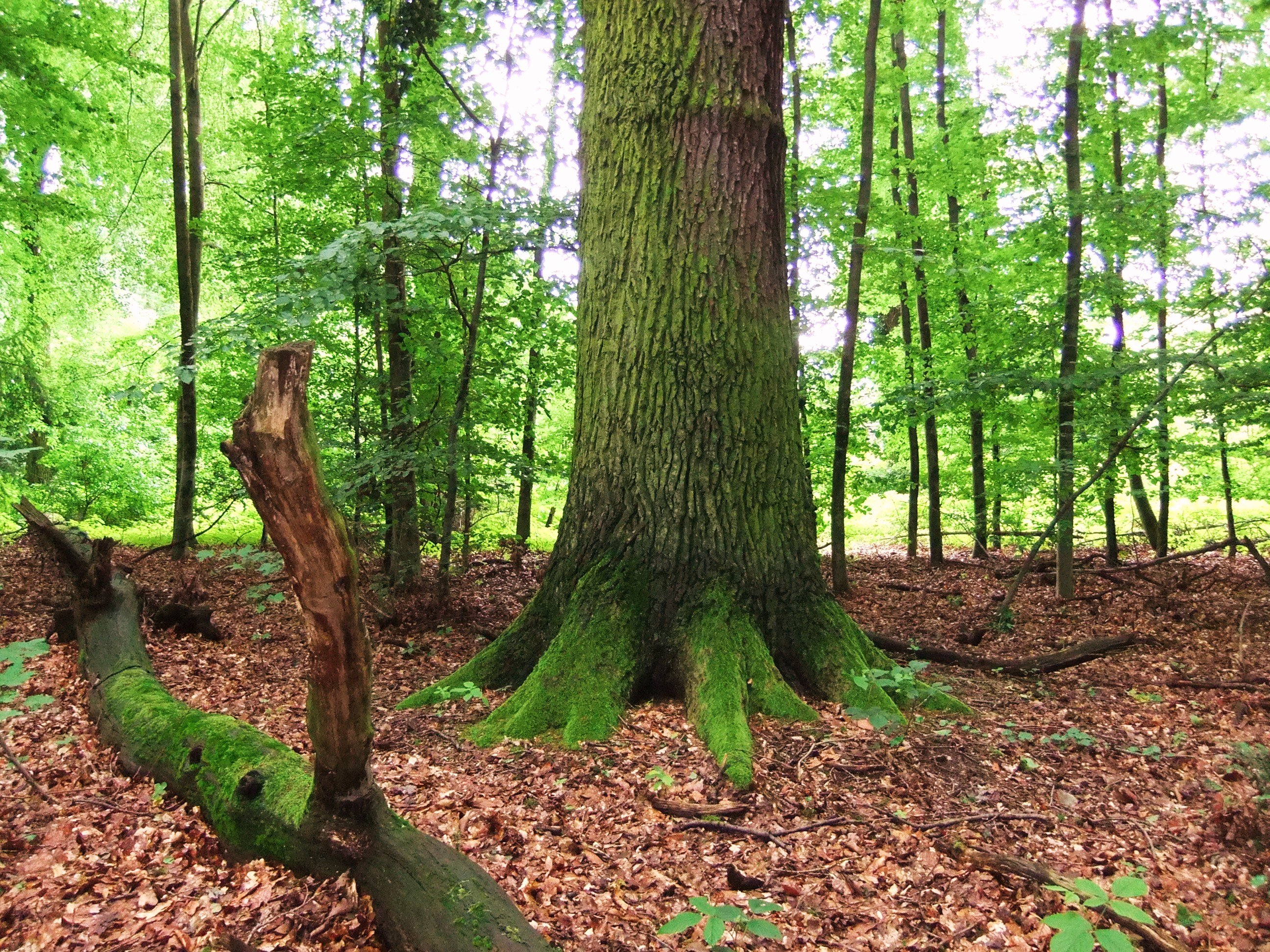
Alteiche südöstlich des Gänseweihers
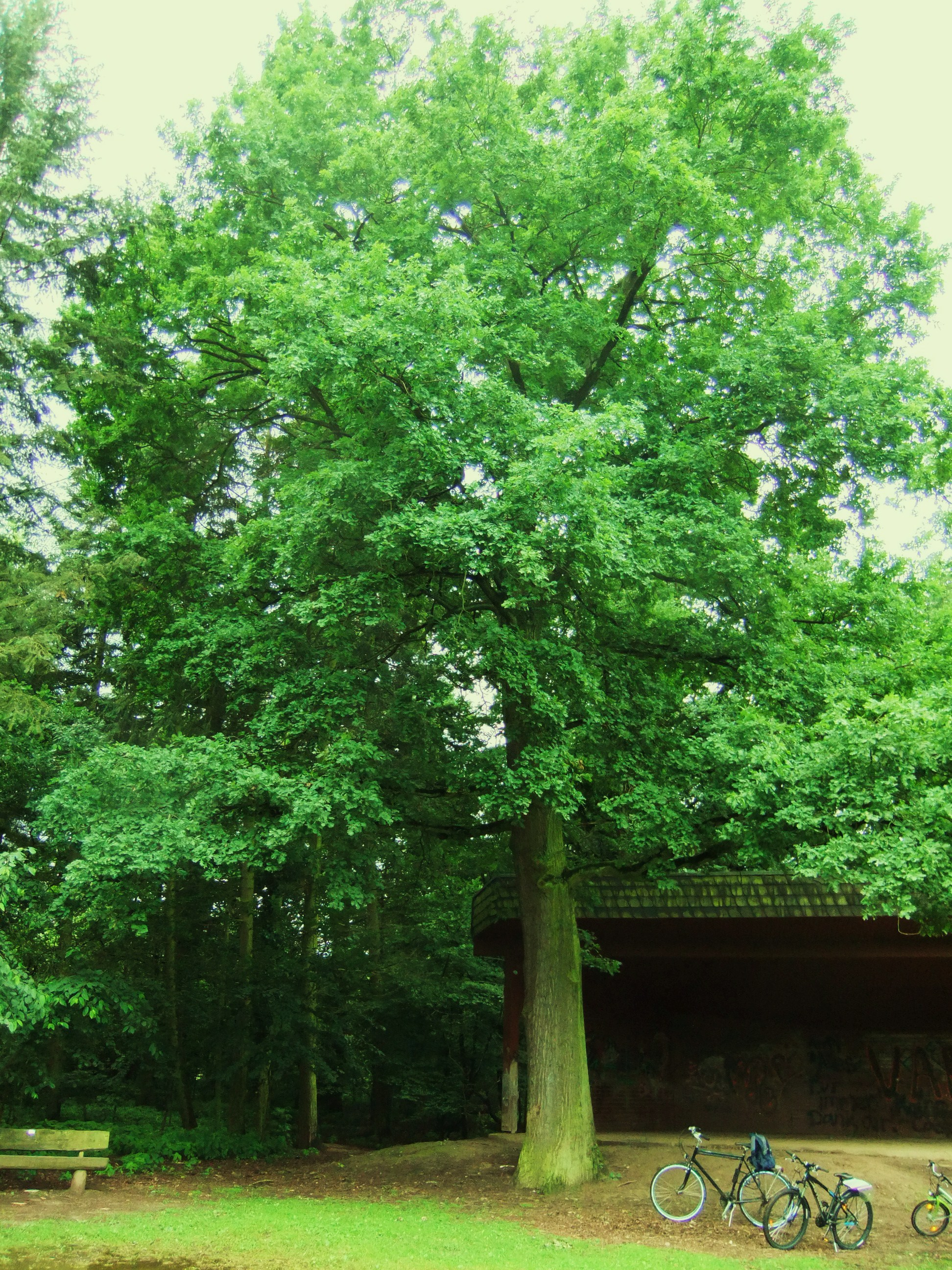
Alteiche am Rastplatz Gänseweiher

Die Population ist Teil einer größeren Ansammlung bemerkenswerter Eichen im Enkheimer Wald und im Naturschutzgebiet Enkheimer Ried. Die Enkheimer Alteichen stehen am südlichen Rand des Naturschutzgebiets Enkheimer Ried des Frankfurter Stadtwaldes und Frankfurter Grüngürtels. Mit 3 bis 4,74 Metern Stammumfang, einem Alter zwischen 250 und 380 Jahren und Höhen zwischen 25 und 35 Metern zählen sie zu den ältesten und besterhaltenen Baumpopulationen Frankfurts. Nachgewiesen sind insgesamt 30 Einzelexemplare, die sich im Wesentlichen an vier Stellen im rund 23,3 Hektar großen Enkheimer Wald konzentrieren, von dem das Naturschutzgebiet ca. 8,9 Hektar einnimmt.

## Wirtschaft und Infrastruktur

### Flächennutzung
Quelle: Historisches Ortslexikon
- 1885 (Hektar): 697, davon 510 Acker (= 73,17 %), 69 Wiesen (= 9,90 %), 83 Holzungen (= 11,91 %)
- 1961 (Hektar): 692, davon 70 Wald (= 10,12 %)

### Wirtschaftsstruktur
Der Ort lebte bis zum Ende des Zweiten Weltkrieges von Landwirtschaft, Kleingewerbe, aber auch von den Beschäftigungsmöglichkeiten der Chemieindustrie im Osten Frankfurts. Erst nach 1945 begann die Entwicklung zum heutigen Stadtteil. Viele Hochhäuser wurden errichtet, um dem rasant steigenden Bevölkerungsaufkommen standzuhalten.
Durch die Lage im Rhein-Main-Gebiet und der direkten Nähe zu Frankfurt am Main besitzt Bischofsheim eine gute Infrastruktur. Südlich von Bischofsheim liegt das Gewerbegebiet Maintal-West, in dem unter anderem die Bundesfachschule Kälte-Klima-Technik ihren Standort hat.

### Verkehr
Der Haltepunkt Maintal West (früher: Bischofsheim-Rumpenheim) liegt im Süden des Stadtteils an der Bahnstrecke Frankfurt–Hanau. Regionalzüge der Relation Frankfurt (Main) Hauptbahnhof–Maintal–Hanau Hauptbahnhof(–Aschaffenburg Hauptbahnhof) halten hier. Die Autobahn trennt Bischofsheim vom Gewerbegebiet Maintal-West.
Die A 66 verläuft ebenfalls durch den Stadtteil und hat hier eine Anschlussstelle. Südlich des Gewerbegebiets verlaufen die B 8 und die B 40. Über Landstraßen sind die anderen Maintaler Stadtteile und Frankfurt–Bergen-Enkheim in wenigen Minuten zu erreichen.

### Bildung
Im Stadtteil bieten mehrere freie Träger Betreuung von Kindergarten- und Grundschulkindern an. Der Elternverein Bischofsheim e. V. betreibt den privaten Montessorikindergarten.
In Bischofsheim befinden sich zwei Grundschulen, eine Gesamtschule und ein Gymnasium. Die beiden Grundschulen sind die Waldschule und Villa-Kunterbunt-Schule. Die Gesamtschule Erich-Kästner-Schule ist flächenmäßig die größte Schule in Bischofsheim, gefolgt vom Albert-Einstein-Gymnasium. Das Albert-Einstein-Gymnasium ist das einzige Gymnasium in Maintal, was sich in der hohen Anzahl der Schüler aus allen Stadtteilen bemerkbar macht.

## Söhne und Töchter des Ortes
- Johann George Wachs (1779–1834), deutscher Gutsbesitzer und Abgeordneter